# Джанкарло Коррадіні
Джанкарло Коррадіні (італ. Giancarlo Corradini; нар. 24 лютого 1961, Сассуоло) — італійський футболіст, що грав на позиції захисника, зокрема за «Торіно» та «Наполі». По завершенні ігрової кар'єри — тренер.

## Ігрова кар'єра
Народився 24 лютого 1961 року в місті Сассуоло. Вихованець футбольної школи місцевого однойменного клубу. Дорослу футбольну кар'єру розпочав 1977 року в основній команді «Сассуоло», в якій провів один сезон, взявши участь у 21 матчі чемпіонату.
Згодом з 1978 по 1982 рік грав у складі команд «Дженоа» та «Реджяна», після чого перейшов до «Торіно». Відіграв за цю туринську команду наступні шість сезонів своєї ігрової кар'єри. Більшість часу, проведеного у складі «Торіно», був основним гравцем команди.
1988 року перейшов до «Наполі», за який відіграв ще шість сезонів, також здебільшого як гравець основного складу команди. У сезоні 1989/90 виборов титул чемпіона Італії і став володарем Суперкубка Італії. Роком раніше вигравав з неаполітанцями Кубок УЄФА. Завершив професійну кар'єру футболіста виступами за «Наполі» у 1994 році.

## Кар'єра тренера
1998 року розпочав тренерську кар'єру, очоливши молодіжну команду «Модени».
Наступного року перейшов на аналогічну посаду в структурі туринського «Ювентуса», а 2001 року приєднався до тренерського штабу головної команди клубу, де опікуваввся фізичною підготовкою. Коли наприкінці сезону 2006/07 команду через розбіжності з керівництвом клубу залишив її головний тренер Дідьє Дешам, Коррадіні став викуновучем обов'язків головного тренера. Під його керівництвом «стара сеньйора» провела дві заключні гри сезону, в обох зазнавши поразок, що, утім, не завадило їй виграти Серію B і повернутися до найвищого італійського дивізіону, звідки її сезоном раніше було виключено через корупційний скандал.
Влітку того ж 2007 року очолив тренерський штаб третьолігової «Венеції», яка під його керівництвом провела лише одну гру, оскільки тренера було звільнено вже після першого туру сезону 2007/08, в якому «Венеція» зазнала поразки від «Кремонезе».
Згодом протягом сезону 2008/09 працював з командою Серії D «Кунео», а 2012 року відкликнувся на запрошення від Джанфранко Дзоли увійти до очолюваного ним тренерського штабу англійського друголігового «Вотфорда», де пропрацював протягом року.
У жовтні 2017 року спробував відновити тренерську кар'єру, знову очоливши команду Серії D, цього разу «Кастельветро», проте пропрацював з нею менше місяця.

## Титули і досягнення
- Чемпіон Італії (1):

«Наполі»: 1989–1990
- Володар Суперкубка Італії з футболу (1):

«Наполі»: 1990
- Володар Кубка УЄФА (1):

«Наполі»: 1988–1989